# (17447) Heindl
(17447) Heindl est un astéroïde de la ceinture principale, de la famille de Hungaria.

## Description
(17447) Heindl est un astéroïde de la ceinture principale, de la famille de Hungaria. Il présente une orbite caractérisée par un demi-grand axe de 1,94 UA, une excentricité de 0,12 et une inclinaison de 24,8° par rapport à l'écliptique.

## Compléments